# مسجد التون العالم
مسجد التون العالم أو مسجد الجوهرة الذهبية هو مسجد تاريخي يقع في وسط مدينة نوفي بازار، وهي من المدن المسلمة في جمهورية صربيا، يوغوسلافيا سابقاً وفي منطقة البلقان في أوروبا.

## التاريخ
إسم مسجد التون بالمعنى الصربي يحمل معنى الجوهرة الذهبية باللغة العربية، وذلك لقيمة المسجد التأريخية.
بني المسجد في العهد العثماني في النصف الأول من القرن السادس عشر، شيد على طراز العمارة الإسلامية العثمانية.

## الوصف
المسجد صغير نسبياً، له مئذنة قلمية مرتفعة، سطح المسجد مزين بثلاث قباب، إحداهما كبيرة واثنتان متوسطتان، مطلية بلون فضي جذاب.